# Zini (calciatore)
Zini, pseudonimo di Ambrosini António Cabaça Salvador (Cazenga, 3 luglio 2002), è un calciatore angolano, attaccante dell'AEK Atene e della nazionale angolana.

## Caratteristiche tecniche
È un centravanti.

## Carriera

### Club
Ha giocato nella prima divisione angolana ed in quella greca.

### Nazionale
Nel 2019 ha giocato i Mondiali Under-17.
Il 7 settembre 2021 debutta con la nazionale angolana in occasione del match di qualificazione per i mondiali perso 1-0 contro la Libia.
Nel 2023 ha partecipato alla Coppa d'Africa.

## Palmarès
- Campionato greco: 1

AEK Atene: 2022-2023
- Coppa di Grecia: 1

AEK Atene: 2022-2023